# みのおコミュニティ放送
みのおコミュニティ放送は、かつてあった、大阪府箕面市のコミュニティFM放送局である。箕面わいわい株式会社と合併して、箕面ＦＭまちそだて株式会社となった。